# César (bande dessinée)
Vous lisez un « bon article » labellisé en 2010.
Pour les articles homonymes, voir César.
César, ou César et Ernestine est une série de bande dessinée humoristique belge de l'auteur Maurice Tillieux.
Elle met en scène un dessinateur de bande dessinée du nom de César affrontant les problèmes du quotidien ainsi qu'Ernestine, la fille de son voisin dont il est amené à s'occuper. Il doit en outre supporter sa femme de ménage, Églantine, et son voisin l'agent de police Petitcarné.
La série, d'abord publiée dans le journal Spirou entre 1957 et 1959, est ensuite transférée dans le journal Le Moustique entre 1959 et 1966, avant que les gags parus dans Le Moustique soient publiés à nouveau dans Spirou et son édition néerlandophone Robbedoes de 1969 à 1973. La série est en parallèle publiée dans quatre albums brochés, puis rééditée en intégrale dans les années 1980 et 90, ainsi qu'en novembre 2011.

## Synopsis
La série raconte le quotidien de César, dessinateur de bande dessinée célibataire. Il aimerait mener une vie tranquille, mais malheureusement pour lui, il doit supporter Ernestine, la fille de son voisin dont il est amené à s'occuper, l'agent de police Petitcarné, voisin et père d'Ernestine qui lui colle des contraventions pour un rien et une femme de ménage, Églantine impossible à vivre.

## Historique

Titre de la série dans le journal Spirou.

La série est d'abord publiée dans le journal Spirou entre 1957 et 1959. La première apparition de César a lieu dans le no 1004 du 11 juillet 1957 du journal Spirou dans un récit sur deux pages appelé Petit divertissement en chambre. Il s'agit, pour cette première apparition, d'une ébauche du personnage. Il a les cheveux noirs, mais possède déjà une vieille voiture.
Le personnage revient dans le no 1042 du 3 avril 1958 du journal Spirou pour un numéro spécial printemps où Ernest, le fils de son propriétaire, un agent de police du nom de Petitcarné, vient perturber le grand ménage du printemps de César. Un troisième récit paru dans le no 1055 spécial du 7 juillet 1958 de Spirou pour l'Exposition universelle de 1958 de Bruxelles où César et Ernest participent à un concours de modèles réduits. Un quatrième et dernier récit parait dans le no 1107 de Spirou du 2 juillet 1959. César a changé physiquement, il porte des lunettes et ses cheveux se sont éclaircis, il ressemble un peu à Fantasio un des deux héros de la série Spirou et Fantasio dessiné par André Franquin qui est à l'époque le modèle du journal Spirou. 

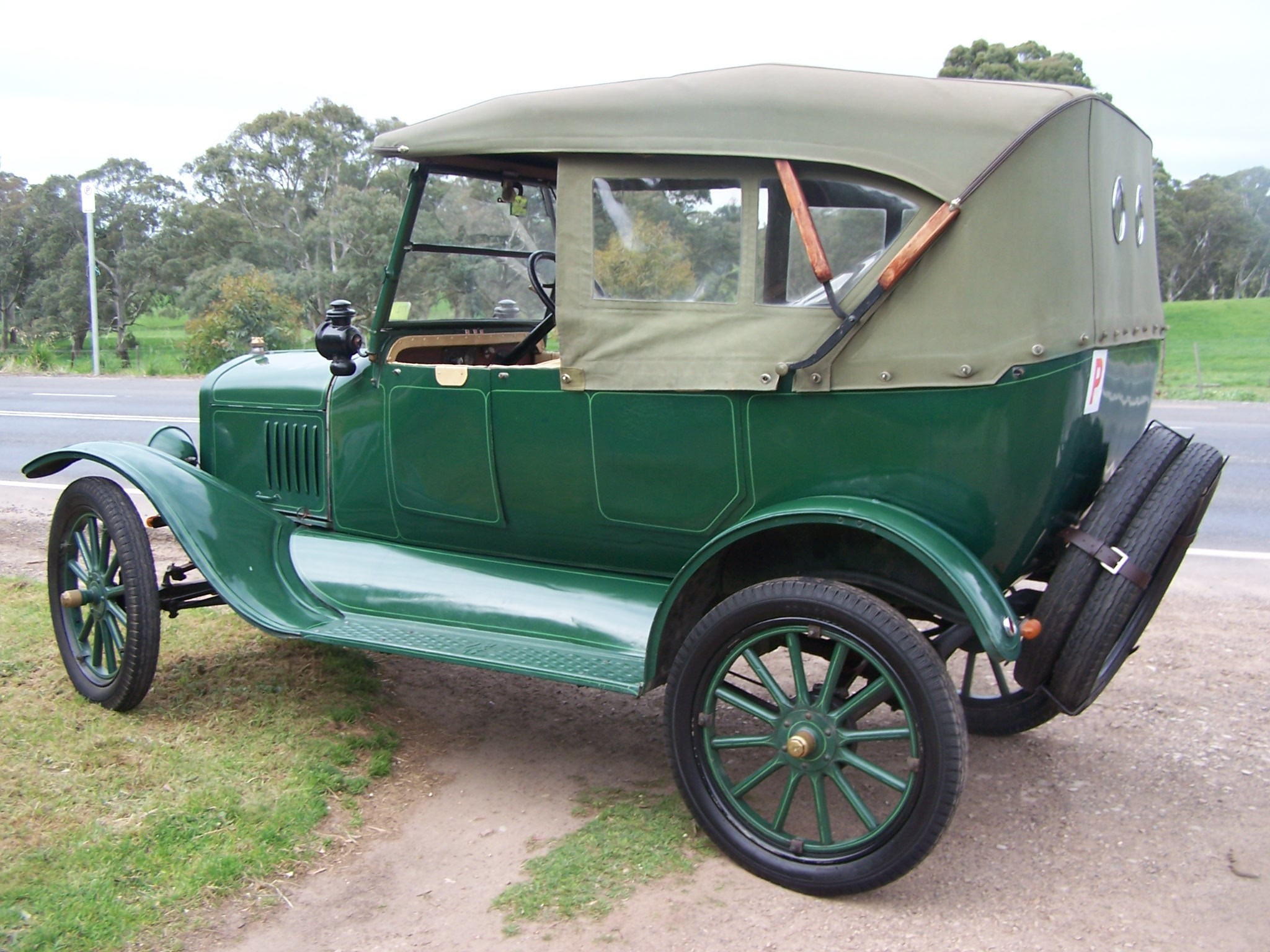
Photo d'une Ford T la voiture qui a inspiré celle de César (qui est jaune dans la bande dessinée).

La série est ensuite publiée dans le journal Le Moustique entre 1959 et 1966. César quitte donc le journal Spirou pour entrer au journal Le Moustique du 31 décembre 1959. Le Moustique est un journal des éditions Dupuis, qui édite aussi Spirou. Pendant longtemps, il joue le rôle de laboratoire pour le journal Spirou pour faire débuter les jeunes auteurs, mais à la fin des années 1950, ce sont surtout des séries anglo-saxonnes, comme Judd Saxon ou Caroline qui y sont publiées. Charles Dupuis souhaitait que ce journal possède un héros bien à lui, il demanda à Maurice Tillieux — qui dessinait Gil Jourdan dans Spirou depuis 1956 — de lui en fournir un. Maurice Tillieux ressort son personnage de César, créé trois ans plus tôt dans Spirou pour quatre courts récits et le modifia légèrement en remplaçant le jeune Ernest par sa sœur Ernestine. Dans Le Moustique, la série est publiée sur une demi-page, mais le découpage des cases — neuf cases réparties sur trois bandes — permettrait ailleurs d'occuper une pleine page. Le succès rapide de César, permet à la série de pouvoir être publiée sur pleine page dès le dix-neuvième gag le 5 mai 1960.
Des personnages secondaires viennent se greffer autour de César, inspirés à Maurice Tillieux par des personnes réels plus au moins proche de lui, Ernestine est inspiré de sa fille cadette, l'agent Petitcarné d'un de ses voisins et la femme de ménage Églantine par une femme de ménage qui avait travaillé pour lui. Tout ce petit monde évolue dans un quartier inspiré à Maurice Tillieux par son propre quartier.
La série parait régulièrement jusqu'au 28 juillet 1966 où Maurice Tillieux arrête la série au gag deux cent quatre-vingt-dix-neuf, estimant avoir fait le tour de son sujet et trouvant de moins en moins l'inspiration. Notamment auprès de sa fille cadette qui allait sur ses huit ans et qui ne sortait plus les répliques spontanées qui inspirait celle d'Ernestine.
César trouve une seconde vie en revenant dans Spirou à partir du no 1603 du 2 janvier 1969 et simultanément dans Robbedoes, l'équivalent néerlandophone du journal Spirou jusqu'en 1973.
Pour l'occasion, les gags parus dans Le Moustique sont mis en couleurs et sont publiés dans le désordre en supprimant certains dont les jeux de mots étaient inadaptables en néerlandais. César est publié jusqu'au no 1863 du 27 décembre 1973. Dans le même temps, quatre albums reprenant les gags publiés dans Spirou sortent aux éditions Dupuis, les gags publiés dans Le Moustique et les premiers parus dans Spirou restent inédits jusqu'à la sortie de l'intégrale Tout César en deux tomes.
La série est publiée en parallèle dans quatre albums brochés, puis rééditée en intégrale dans les années 1980 et 1990, ainsi qu'en novembre 2011.
Dans le no 3041 de Spirou du 24 juillet 1996, le dessinateur Godi rend hommage à la série et à son auteur Maurice Tillieux en dessinant le trois centième gag de la série. Ce gag malgré sa numérotation n'est que 298e de la série. Il existe en effet une erreur de numérotation de la série. Il y a deux gags no 33, et pas de gag no 35, no 36 et no 37. Quant aux gags no 277 et no 293, ils sont des copies sérieusement modifiées des gags no 5 et no 3, respectivement. Les quatre premières histoires parues dans le journal Spirou entre 1957 et 1959 possèdent leur propre numérotation et ne font pas partie de la numérotation officielle de la série qui fut remise à zéro lors du passage dans le journal Le Moustique en 1959.

## Personnages

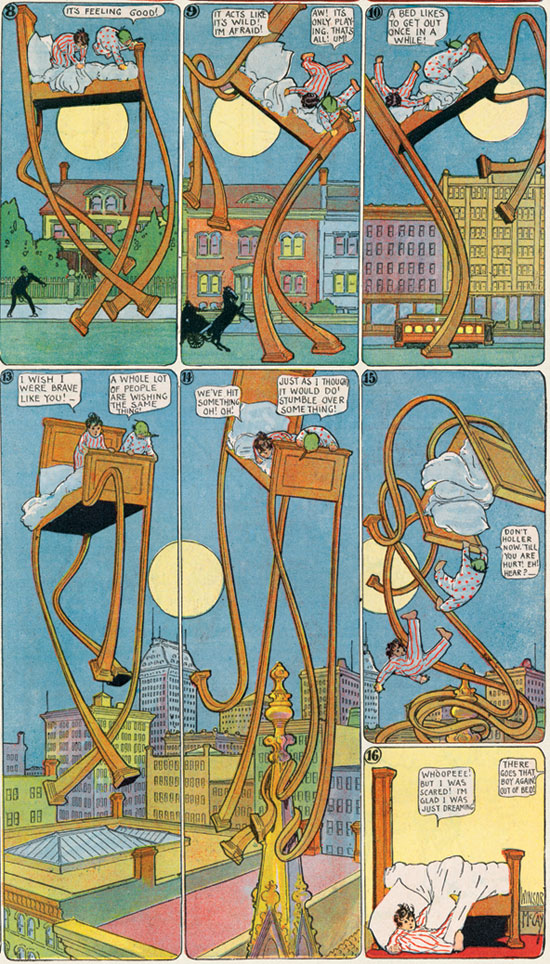
Une planche de bande dessinée (ici de la série Little Nemo in Slumberland). Le métier de César est dessinateur de bande dessinée, mais l'on ne sait pas ce qu'il dessine.

Le héros de la série est César, un dessinateur de bande dessinée célibataire bohème et endurci. Personnage dont la vie, pourtant banale, est rythmée par les ennuis du quotidien dont il est souvent la victime. Rebelle dans l'âme, il répète à longueur de temps : « Ce qui est permis par la loi doit tenir sur la tranche d'un timbre poste ! » ; il est aussi colérique et bon au point d'être pris au piège par sa propre bonté. Malgré ses accès de colère, il sait aussi être un homme paisible qui aime fumer la pipe dans son fauteuil et faire la cuisine, un art où il excelle et il le sait. Au fond, il pourrait avoir une vie tranquille s'il n'avait pas autour de lui des voisins collants, une femme de ménage qui lui apporte des ennuis et l'agent de police du quartier qu'il lui a collé 3 236 contraventions en six mois.
La grande complice de César est Ernestine, la fille de son voisin. Enfant, elle doit avoir environ cinq ans et possède l'innocence perverse que l'on peut avoir à cet âge. Elle ne comprend pas les inutiles complications du monde adulte, ce qui amène des remarques drôles, mais pleines de bon sens. Dotée d'une incroyable repartie, elle aime jouer des tours dont la victime est souvent le pauvre César. Maurice Tillieux s'est inspiré de sa propre fille cadette, Anne, pour écrire les réflexions d'Ernestine.
L'agent Petitcarné est le policier du quartier, ainsi que le voisin de César et le père d'Ernestine. Il aime verbaliser pour un rien, César en étant la première victime avec  3 236 contraventions reçues en six mois. En parlant de César, il aime dire : « Je lui flanque des contraventions pour son bien ». Ancien soldat ayant fait la guerre, il enquiquine souvent César en racontant ses souvenirs de guerre. Dans sa famille, on lui connait une belle-sœur fermière qui n'arrête pas, selon lui, d'avoir des veaux. Maurice Tillieux s'est inspiré d'un de ses voisins, qui ne s'en est jamais aperçu, pour créer le personnage.

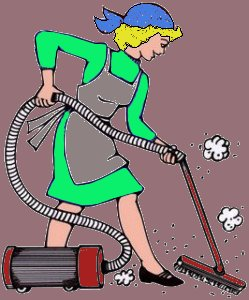
Dessin d'une femme de ménage, la profession qu'exerce le personnage d'Églantine.

César a également une femme de ménage Églantine dont la principale particularité est d'être paresseuse. Elle achète des balais pour pouvoir s'appuyer dessus en attendant que le temps passe et se plaint souvent qu'il soit plus fatigant de faire semblant de travailler que de travailler vraiment. César la trouve néanmoins brave femme ; elle de son côté reproche à César d'être trop intellectuel et compliqué. Une femme de ménage flemmarde ayant travaillé pour Tillieux lui a donné l'idée de ce personnage.
Le fils de l'agent Petitcarné et frère d'Ernestine s'appelle Ernest. Il a tenu le rôle d'Ernestine dans les toutes premières histoires de la série, avant d'être remplacé par cette dernière. Par la suite, les seules mentions qui seront faites de lui est qu'il est toujours occupé à jouer aux billes.

## Publication

### Albums

#### Historique des publications en album
Le premier album de César et Ernestine sort en 1964 dans la collection gag de poche des éditions Dupuis. Contenant 123 pages en noir et blanc, il a simplement pour titre César et la série ne s'appelle pas encore César et Ernestine. Peu après sort César (Deuxième service), second album de César, dans la collection Gag de Poche dont il porte le no 12. Comme le premier album il est en noir et blanc.
Avec la reprise des gags de César dans le journal Spirou, la série va connaître un second souffle. Les éditions Dupuis en profitent pour sortir, en 1971, un premier album grand format intitulé L'école des gags. Broché et en couleur, la série est renommée pour l'occasion César et Ernestine (pour les publications dans Spirou elle porte toujours le nom de César). Le second album qui a pour titre La vie à deux sort quelques mois après. Suivi de Quel métier ! le troisième tome en 1972. Le quatrième tome qui a pour titre Au fil des mauvais jours ne sortira que deux ans plus tard en 1974. Malgré ces quatre albums, il restera beaucoup de gags de César et Ernestine publiés dans Le Moustique et Spirou qui seront inédits en album.
Ils resteront inédits jusqu'en 1988, date de la sortie du premier tome de Tout César qui a pour titre Tout César - L'école des gags et reprend dans l'ordre chronologique les parutions dans le journal Le Moustique. Il comprend 156 pages et porte le no 7, suivant ainsi la numérotation des albums Tout Gil Jourdan, du même auteur, paru avant qui comprenait six tomes. L'année suivante, en 1989, c'est le tome deux qui sort avec pour titre Au fil des (mauvais) jours. Il comprend 160 pages et porte le no 8.
En 1997, sort une nouvelle intégrale de 160 pages avec pour titre Tout César - Tome 1,. Suivi quelques mois plus tard du tome deux.

#### La collection originale
- 1 L'école des gags, Dupuis, 1971
Scénario et dessin : Maurice Tillieux
- 2 La vie à deux, Dupuis, 1971
Scénario et dessin : Maurice Tillieux
- 3 Quel métier !, Dupuis, 1972
Scénario et dessin : Maurice Tillieux
- 4 Au fil des mauvais jours, Dupuis, 1974
Scénario et dessin : Maurice Tillieux

#### Les Hors Série
- GP 1 César, Dupuis, Gag de poche, 1964
Scénario et dessin : Maurice Tillieux - Couleurs : Noir et blanc
- GP 2 César (Deuxième service), Dupuis, Gag de poche, 1964
Scénario et dessin : Maurice Tillieux - Couleurs : Noir et blanc
- TT 7 Tout César - L'école des gags, Dupuis, 1988
Scénario et dessin : Maurice Tillieux
- TT 8 Tout César - Au fil des (mauvais) jours, Dupuis, 1989
Scénario et dessin : Maurice Tillieux
- TT 1 Tout César - Tome 1, Dupuis, 1997
Scénario et dessin : Maurice Tillieux
- TT 2 Tout César - Tome 2, Dupuis, 1997
Scénario et dessin : Maurice Tillieux

### Revues

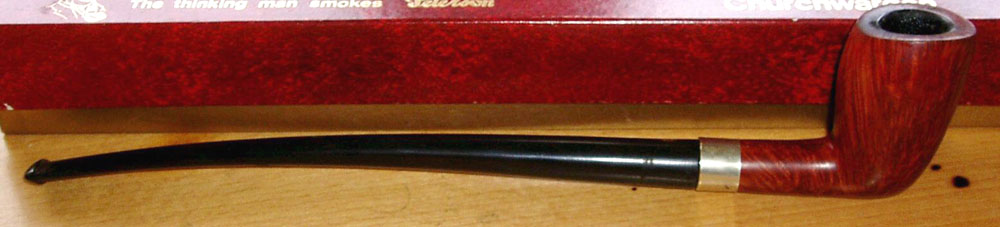
Fumer la pipe est un des passe-temps préférés de César.

La série est créée dans le no 1004 du journal Spirou du 11 juillet 1957 pour le temps de quatre histoires courtes. À la demande de l'éditeur Charles Dupuis, elle est transférée le 31 décembre 1959 dans le journal Le Moustique qui appartient également aux éditions Dupuis. La série est publiée, sous forme de gag, une fois par semaine jusqu'à son arrêt définitif le 28 juillet 1966. Par la suite, les gags parus dans Le Moustique sont mis en couleur et repris comme « bouche-trou » dans Spirou et dans son équivalent néerlandophone Robbedoes. La traduction difficile des jeux de mots en néerlandais fait que la totalité des gags de la série ne sont pas repris dans Spirou. La série fait sa dernière apparition dans le Spirou no 1863 du 27 décembre 1973. Néanmoins dans le Spirou no 1999 est reprise une des premières histoires de César sous le nom Classiques Dupuis et dans le no 3041 du 24 juillet 1996, le dessinateur Godi rend hommage à la série en publiant un gag no 300.